# Byraganahalli, Chiknayakanhalli
Byraganahalli là một làng thuộc tehsil Chiknayakanhalli, huyện Tumkur, bang Karnataka, Ấn Độ.